# Гуманитарные последствия войны в Донбассе
Война в Донбассе, начавшаяся в 2014 году при активном вмешательстве России, затронула значительную часть территории Донецкой и Луганской областей Украины и привела к гибели тысяч мирных жителей, разрушениям гражданской инфраструктуры и систем жизнеобеспечения населённых пунктов, снижению жизненного уровня населения, огромному потоку беженцев и внутренних перемещённых лиц, повсеместным нарушениям базовых прав человека.
Как указывалось в докладе Управления Верховного комиссара ООН по правам человека от 15 декабря 2014 года, ситуация в зоне конфликта характеризуется полным отсутствием законности и порядка, сохранением насилия и продолжающимися боевыми действиями, что напрямую сказывается на соблюдении основных прав человека, в том числе на безопасности, свободе и благосостоянии местного населения.

## Оценка гуманитарной ситуации
В заявлениях президента России Владимира Путина, МИД России, а также российских СМИ, происходящее на востоке Украины оценивается как гуманитарная катастрофа. Катастрофической называл гуманитарную ситуацию в Донбассе и министр иностранных дел Германии Франк-Вальтер Штайнмайер.
В середине 2017 года Продовольственная и сельскохозяйственная организация ООН в своём отчёте для Совета Безопасности сообщала о наличии в регионе продовольственного кризиса: около 26 % населения районов под контролем провозглашённых республик и 15 % населения контролируемых правительством районов Донецкой и Луганской областей были умеренно или серьёзно не обеспечены продовольствием.

## Жертвы и пострадавшие среди гражданского населения

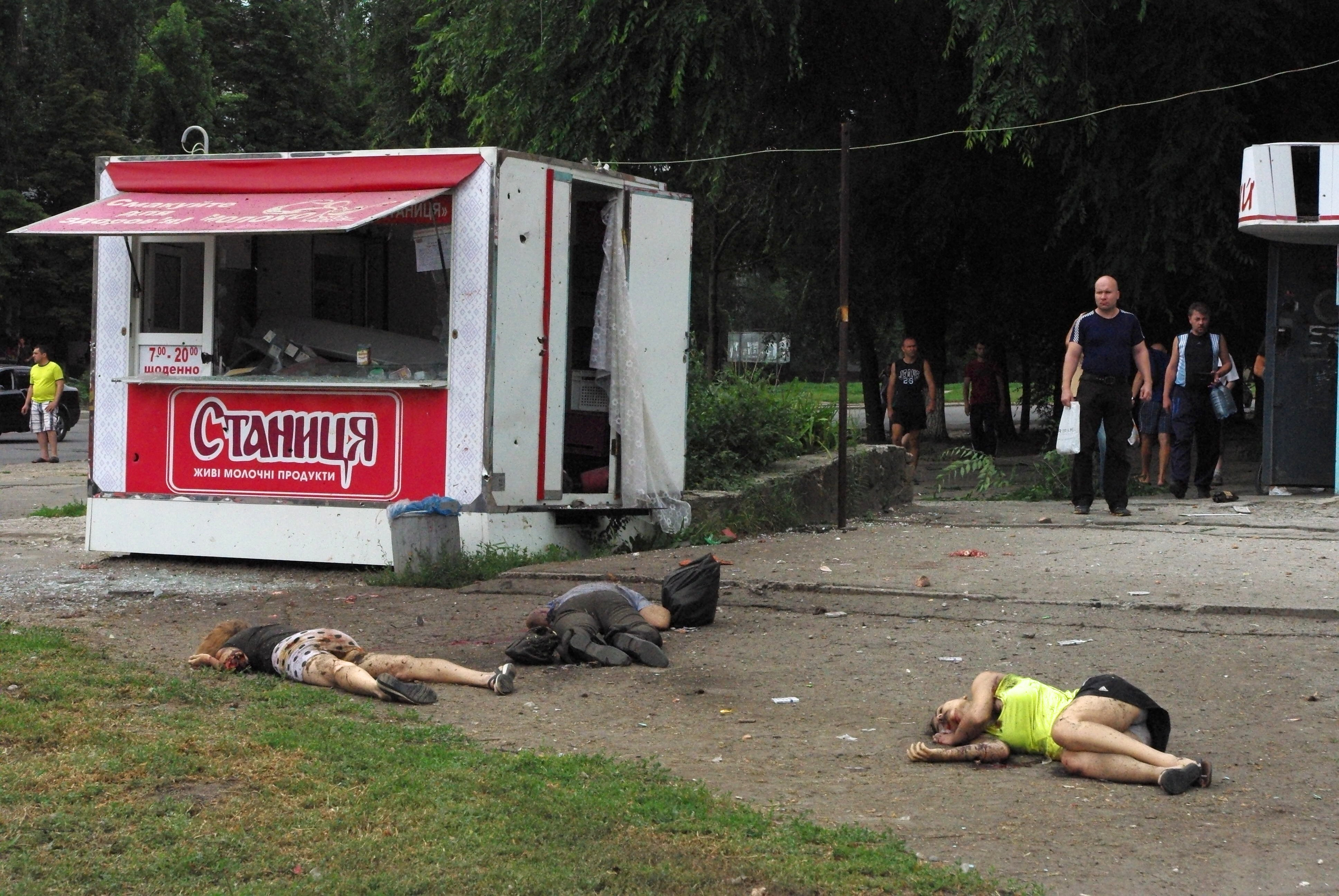
Погибшие гражданские в Луганске. 18 июня 2014 года

По данным Управления Верховного комиссара ООН по делам беженцев (УВКБ) по состоянию на начало апреля 2015 года, общее число жителей Украины, которые бежали за границу в поисках убежища или других форм легального пребывания, достигло 777 тысяч человек. Большая часть из них находится в России. По данным МВД РФ, за период с 1 апреля 2014 года по 17 июля 2018 года на территорию РФ «прибыло и не убыло» 996,4 тыс. граждан Украины, постоянно проживающих на территориях Донецкой и Луганской областей.
По информации Министерства социальной политики Украины, по состоянию на 5 февраля 2019 года количество внутренне перемещённых лиц, зарегистрированных с начала вооружённого конфликта в 2014 году, составляло 1 361 912 человек. Закон Украины «Об обеспечении прав и свобод внутренне перемещённых лиц» был принят лишь 20 октября 2014 года (то есть уже после подписания Минского протокола) и 19 ноября подписан президентом.
Как сообщается в докладе Управления Верховного комиссара ООН по правам человека, подготовленном по результатам работы мониторинговой миссии ООН, с 14 апреля 2014 года по 15 февраля 2019 года в ходе конфликта погибли не менее 3023 погибших гражданских лиц, а с учётом катастрофы самолёта рейса МН17 «Малайзийских авиалиний» общее количество погибших среди гражданского населения в связи с конфликтом составляет как минимум 3 321 человека. Число раненых гражданских лиц, по оценкам, превышает 7 тысяч. На первые 10 месяцев конфликта (c середины апреля 2014 года до середины февраля 2015 года) пришлось 81,9 % всех погибших среди гражданского населения (2 713), а на четыре года после принятия Комплекса мер по выполнению Минских соглашений — 18,1 % (608 погибших).
По оценке Управления Верховного комиссара ООН по правам человека, общее число жертв, связанных с конфликтом в Украине (за период с 14 апреля 2014 года по 15 февраля 2019 года) составляет 40-43 тыс.: 12,8-13 тыс. погибших (по меньшей мере 3321 гражданское лицо и примерно 9,5 тыс. комбатантов) и 27,5-30 тыс. раненых (примерно 7-9 тыс. гражданских и примерно 21-24 тыс. комбатантов).
В 2017 году число связанных с конфликтом жертв среди гражданского населения составило 604 человека (117 погибших и 487 раненых), в 2018 году — 279 человек (55 погибших и 224 раненых).
По данным представительства ДНР в Совместном центре по контролю и координации режима прекращения огня в период с 17 февраля по 15 марта 2022 года «погибли 49 мирных жителей, за текущие сутки — двое», а ранения различной степени тяжести получили 237 мирных жителей, включая 15 детей, а 15 марта были ранены 11 человек.

## Нарушения прав человека со стороны государственных органов
Как указывается в докладе Управления Верховного комиссара ООН по правам человека о ситуации с правами человека в Украине (16 ноября 2018 года — 15 февраля 2019 года), основную тяжесть вооружённого конфликта и его последствий продолжают нести на себе внутренне перемещённые лица и жители изолированных общин вдоль линии соприкосновения в Донбассе. Трудности, которые они испытывают, обостряются отсутствием доступа к основным услугам (в частности, к водоснабжению и отоплению и здравоохранению) и социальной поддержке, нехваткой надлежащего жилья и отсутствием механизмов правовой защиты и возмещения ущерба для раненых и родственников погибших и компенсации за уничтоженное имущество.
Временно перемещённые лица и жители территорий, контролируемых ДНР и ЛНР, сталкиваются с трудностями в получении пенсий и социальных выплат. В декабре 2018 года, как сообщил Пенсионный фонд Украины, только 562 тыс. пенсионеров, зарегистрированное место жительства которых находится на территории, контролируемой ДНР и ЛНР, продолжали получать пенсии (меньше половины пенсионеров, зарегистрированных на этой территории по
состоянию на август 2014 года — 1 278 200 пенсионеров). Только за первые недели 2019 года при пересечении линии соприкосновения умерло более десяти гражданских лиц, в основном из-за серьёзных осложнений со здоровьем, на фоне долгих часов ожидания при пересечении линии соприкосновения. Несмотря на решения судов в пользу лиц, лишённых доступа к своим пенсиям, украинское правительство продолжает связывать возможность получения пенсий с регистрацией в качестве внутренне перемещённых лиц.
В докладе Управления Верховного комиссара ООН по правам человека о ситуации с правами человека в Украине (16 ноября 2018 года — 15 февраля 2019 года) были задокументированы минимум 172 нарушения прав человека, в том числе случаи незаконного или произвольного содержания под стражей, применения пыток, жестокого обращения и угроз для личной неприкосновенности. Из них 108 могут быть отнесены к действиям Правительства Украины, а 64 — к действиям правительств ДНР и ЛНР. На территориях под контролем ДНР и ЛНР также продолжается практика «административных» и «превентивных» арестов, которые по сути могут представлять собой насильственные исчезновения. Кроме того, на территориях, контролируемых сепаратистами, УВКПЧ не имело доступа к местам лишения свободы. Заключённые из ЛНР и ДНР жаловались на ухудшение условий содержания, жестокое обращение, принудительный труд и трудности с поддержанием контактов с родственниками, которые живут на территории, контролируемой правительством Украины.
В судебных делах, связанных с конфликтом, продолжаются нарушения прав на надлежащее судебное разбирательство и на справедливый суд, что является результатом повсеместного распространения практики длительного досудебного содержания под стражей, а также применения силы и принуждения для получения признаний или подписания соглашений о признании вины. Продолжаются вмешательства в работу судов в производствах, связанных с конфликтом, и в других резонансных делах.

## Минная опасность
Согласно докладу помощника генсека ООН по гуманитарным вопросам Урсулы Мюллер, по состоянию на 2017 год Донбасс являлся одним из самых заминированных регионов в мире.
Согласно данным Министерства обороны Украины, по состоянию на март 2018 года разминированию подлежат 16 тыс. км² территории, а украинские сапёры с начала боевых действий обследовали около 26 тыс. гектаров территорий и уничтожили более 340 тыс. взрывоопасных предметов.
В марте 2022 года министр по делам гражданской обороны, чрезвычайным ситуациям и ликвидации последствий стихийных бедствий ДНР Алексей Кострубицкий заявил, что специалистами МЧС республики были разминированы свыше 350 га территории республики и обезврежены более 23 тысяч взрывоопасных предметов. Тогда же заместитель министра по чрезвычайным ситуациям ЛНР Виталий Дубровский рассказал, что на недавно занятых ЛНР территориях Луганской области обезврежено более 1,5 тысяч килограмм взрывчатых предметов в тротиловом эквиваленте, найдено свыше тысячи мин, снарядов и ловушек.

## Экономический ущерб, нанесённый боевыми действиями 2014 года
В ходе боевых действий 2014 года больше всего пострадали отрасли, основной потенциал которых сосредоточен на востоке страны: производство кокса и продуктов нефтепереработки, химической продукции, металлургической продукции, продукции машиностроения. Промышленное производство в Донецкой области в сентябре 2014 года упало на 59,5 % по сравнению с предыдущим годом, в Луганской области — на 85 %. Добыча угля на Украине в сентябре 2014 года снизилась в два раза по сравнению с предыдущим годом, при этом наибольшее падение было зафиксировано в Донецкой области.
В регионе остановили работу 69 из 93 угольных шахт, семь металлургических заводов. Производство продуктов питания сократилось на 25-30 процентов.
До начала военного конфликта на востоке страны вклад Донецкой и Луганской областей в ВВП Украины составлял около 25 %. По другим данным, Донбасс обеспечивал в мирное время 16 % ВВП Украины и 27 % её экспорта.

## Уничтожение инфраструктуры и гражданских объектов

#### 2014

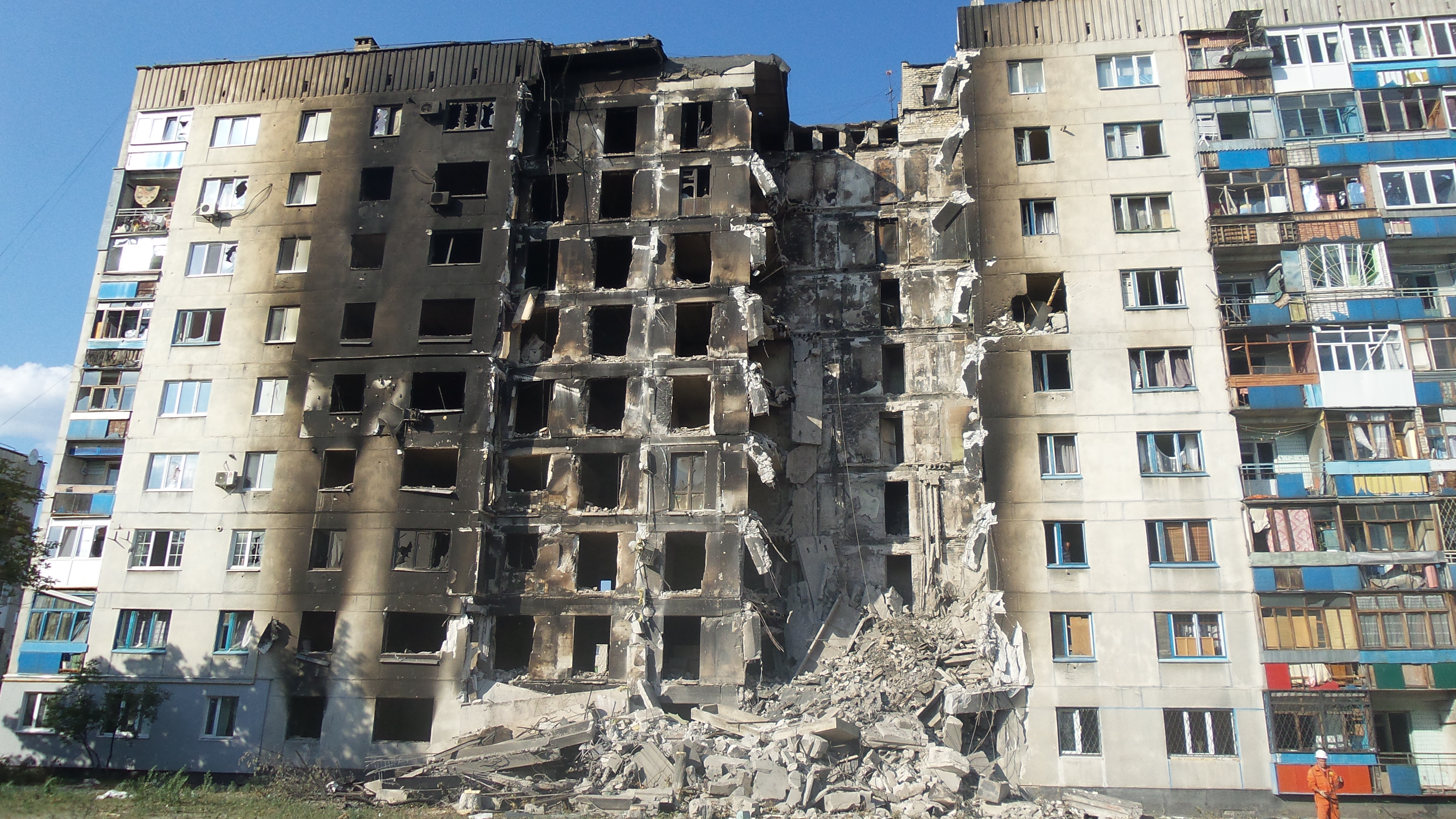
Разрушенный в ходе конфликта жилой дом в Лисичанске

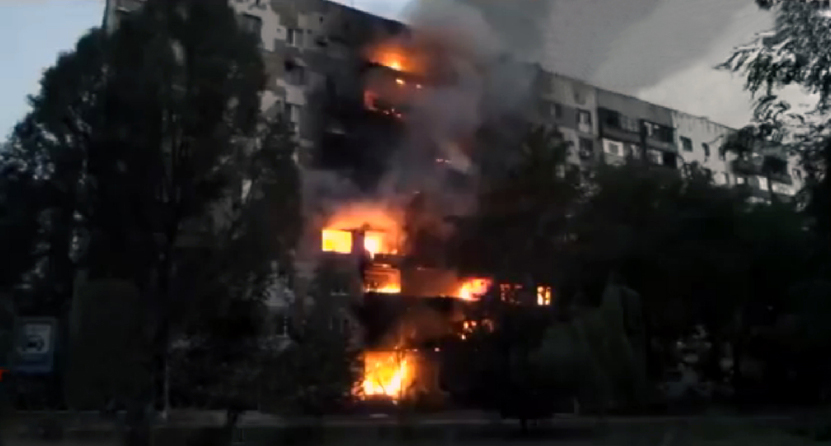
Пожар в жилом доме в Шахтёрске, 3 августа 2014 года

По данным ООН, на сентябрь 2014 года в результате боевых действий инфраструктура двух областей понесла ущерб на общую сумму 440 млн долларов США. Было разрушено почти 2000 зданий, в Донецке прекратило работу более 70 % предприятий (многие из них — шахты, которые поставляли уголь для предприятий и электростанций остальных областей Украины). Часть заводов пострадала непосредственно от артобстрелов, часть лишилась инфраструктуры и была обесточена: в ходе боевых действий были разрушены железнодорожные пути и повреждены линии электропередачи.
По данным на начало сентября 2014 года, в Луганской области было повреждено и разрушено более 3700 объектов (из них 123 — коммунальной формы собственности, 57 — государственной, 3516 — частной). Серьёзные повреждения получили 123 объекта жилищного строительства, 3311 — электроснабжения, 21 учреждение здравоохранения, 65 общеобразовательных учебных заведений, а также объектов физической культуры и спорта, 74 объекта дорожно-транспортной инфраструктуры и 65 промышленных объектов.
Боевые действия нанесли серьёзный удар по системе здравоохранения. По данным ВОЗ, по состоянию на начало сентября 2014 года непосредственно в зоне боевых действий 32 медицинских учреждения были полностью выведены из строя, 17 больниц были повреждены в результате обстрелов, но продолжали действовать, около 70 % медперсонала были вынуждены покинуть зоны конфликта в Донецкой и Луганской областях. В результате многие дети, беременные женщины и раненые оказались лишены надлежащего доступа к медицинским услугам.
По данным экспертов, по состоянию на осень 2014 года, в Донбассе было уничтожено 30 мостов, полностью уничтожены 4585 жилых домов, разрушена тысяча километров автомобильных дорог, получили повреждения 58 теплоэлектростанций. Повреждениям или уничтожению подверглись многие объекты водо-, газо-, тепло- и электроснабжения, школы и дошкольные учреждения<, торговые объекты.
Летом 2014 года серьёзные повреждения получила Славянская ТЭС.
Украинские войска, отходя из аэропорта Луганска в начале сентября 2014 года, уничтожили взлётно-посадочную полосу, сделав невозможным её использование.
7 августа 2014 года в Горловке в результате обстрела сгорел деревянный Благовещенский храм.

#### 2016
В докладе Human Rights Watch, опубликованном в 2016 году, сообщалось, что обе стороны конфликта базировались в школах или около них, что превратило школы в законные военные цели и создало опасность для учеников. Обе стороны неизбирательно или целенаправленно атаковали школы с использованием крупнокалиберной артиллерии, миномётов и реактивных систем залпового огня.

#### 2018
14 апреля властями ДНР была остановлена откачка воды в недействующей шахте «Юный коммунар», в которой в 1979 году был произведён подземный ядерный взрыв. В результате этого появилась опасность радиационной катастрофы в регионе.
7 июня из-за обстрелов прекратила работу Донецкая фильтровальная станция, из-за чего без воды остались 345 тысяч человек. ОБСЕ не удалось установить сторону, причастную к этой атаке.

#### 2022
8 апреля, во время обстрела ракетой «Точка-У» вокзала Краматорска, на котором находилось до 4 тысяч желающих эвакуироваться, погибло 57 человек, более ста получили ранения.
4 мая в Макеевке произошёл взрыв и пожар на нефтебазе. По сообщениям главы ДНР Дениса Пушилина, это произошло в результате обстрела со стороны Вооружённых сил Украины, украинская сторона событие не прокомментировала.
14 июня представители властей ДНР и российские СМИ сообщили о ряде ударов артиллерии, под один из которых попал местный рынок Майский, после чего на нём начался пожар. К середине дня массированные обстрелы продолжились. Вечером власти ДНР заявили, что по городу было выпущено более 300 снарядов тяжелой и реактивной артиллерии, в результате чего погибли по меньшей мере 5 человек, и 30 получили ранения. Обстрелы Донецка подтвердил представитель ООН Стефан Дюжаррик. По его словам, снаряды падали в 50 метрах от офиса его организации, были повреждены рынок и жилой дом. В 9 часов часов вечера появились сообщения о попадании снаряда в роддом Донецка. По сообщениям российских государственных информагентств, здание загорелось, персонал и пациентки укрылись в подвале, жертв не было. Украина отвергла обвинения и заявила, что с 2014 года ВСУ не произвели ни одного выстрела из артиллерии и авиации по Донецку.
26 июля власти ДНР заявили об украинском обстреле и пожаре на нефтебазе в Буденновском районе Донецка.
29 июля был нанесён удар по исправительной колонии в Еленовке, в которой содержались украинские военнопленные. Россия и Украина обвинили друг друга в обстреле. Institute for study of war и эксперты, опрошенные BBC и CNN, предполагают, что ответственность за гибель военнопленных лежит на российской стороне.
4 августа власти ДНР заявили об обстреле Донецка, в результате которого погибли пять человек и шестеро получили ранения. Удар был нанесён гостинице «Донбасс палас» и Донецкому академическому театру оперы и балета, в котором проходила церемония прощания с Героем Донецкой Народной Республики Ольгой Качурой. Украинские военные не подтвердили нанесение ударов по Донецку.
10 августа Штаб территориальной обороны ДНР заявил, что ВСУ обстреляли территорию пивоваренного завода в Калининском районе Донецка, в результате чего произошла утечка токсичного аммиака. По заявлению штаба теробороны, зона поражения после удара составила два километра. Жителей города призвали не открывать окна и не выходить на улицу. По предварительным данным властей ДНР, в результате обстрела погиб один человек, ранены — двое.
19 сентября власти ДНР сообщили о гибели троих человек из-за пожара после обстрела рынка в Кировском районе Донецка. ВСУ эту информацию не прокомментировали.

## Экономическая блокада
С 1 декабря 2014 года украинские власти в соответствии с указом президента Украины Петра Порошенко ввели в действие жёсткие меры по «стабилизации социально-экономической ситуации в регионе», направленные против неподконтрольных территорий ДНР и ЛНР, что фактически означало установление финансово-экономической блокады. В частности, на территории подконтрольной сепаратистам была прекращена выплата пенсий и социальных пособий, а также заработной платы работникам бюджетных учреждений (здравоохранения, образования, предприятий сферы энергетики). Кабинет министров Украины во исполнение президентского указа принял постановление, которым поручил до 1 декабря эвакуировать бюджетные учреждения, предприятия и организации из неподконтрольных Киеву районов Донбасса. Сотрудники бюджетных учреждений, чтобы сохранить право на зарплату, должны были выехать вместе с эвакуируемыми госучреждениями, а пенсионеры и люди, имеющие право на другие социальные выплаты, — до 1 декабря зарегистрироваться внутренними переселенцами в других областях Украины.
На территории ДНР и ЛНР прекратил работ крупнейший государственный «Ощадбанк» и Украинские железные дороги («Укрзализныця»). «Ощадбанк» — единственный украинский банк, работавший на неподконтрольных Киеву территориях Донецкой и Луганской областей, — заявил о переводе донецкого и луганского филиалов в Краматорск и Северодонецк, соответственно. Подавляющее большинство украинских банков прекратили работу на контролируемых сепаратистами территориях ещё летом в соответствии с действующим с 24 июля 2014 года чрезвычайным режимом работы банковской системы в Донецкой и Луганской областях.
«Укрзализныця» прекратила движение пассажирских поездов на неподконтрольной Киеву территории.
Было определено 7 пропускных пунктов из зоны АТО на контролируемую украинскими властями территорию, при этом въезд и выезд разрешено осуществлять только по пропускам, выдаваемым «координационными группами». После введения пропускной системы у многих жителей возникли дополнительные проблемы с пересечением украинских блокпостов и получением социальных выплат.
В июне 2015 года был введён запрет на перевозку через линию разграничения топлива (бензина и газа), продуктов питания и медикаментов не для личного использования (за исключением гуманитарной помощи).

## Гуманитарная помощь

### Гуманитарная помощь со стороны России
Автоколонны с гуманитарной помощью
С августа 2014 года Россия регулярно направляет на территорию ДНР и ЛНР автоколонны с гуманитарными грузами (т.н. гумконвои). По заявлению МЧС России, за период с 22 августа 2014 года по 26 июля 2018 года Россия отправила населению ДНР и ЛНР 79 автоколонн, которые доставили около 75 тысяч тонн гуманитарной помощи. При этом с самого начала высказывались подозрения, что Россия использует гуманитарную помощь для поставок оружия, и российская сторона препятствовала осмотру грузовиков с гуманитарным грузом со стороны международных наблюдателей.
Отправке гуманитарных грузов пыталась воспрепятствовать Еврокомиссия, предостерегавшая Россию «от любых односторонних военных действий против Украины, под любым предлогом, в том числе гуманитарным». Представители украинских властей выставили России ряд условий: они настаивали на том, что доставка помощи должна проходить исключительно под эгидой Международного комитета Красного Креста или соответствующих международных организаций и в отсутствие какого-либо сопровождения со стороны российских силовых ведомств.

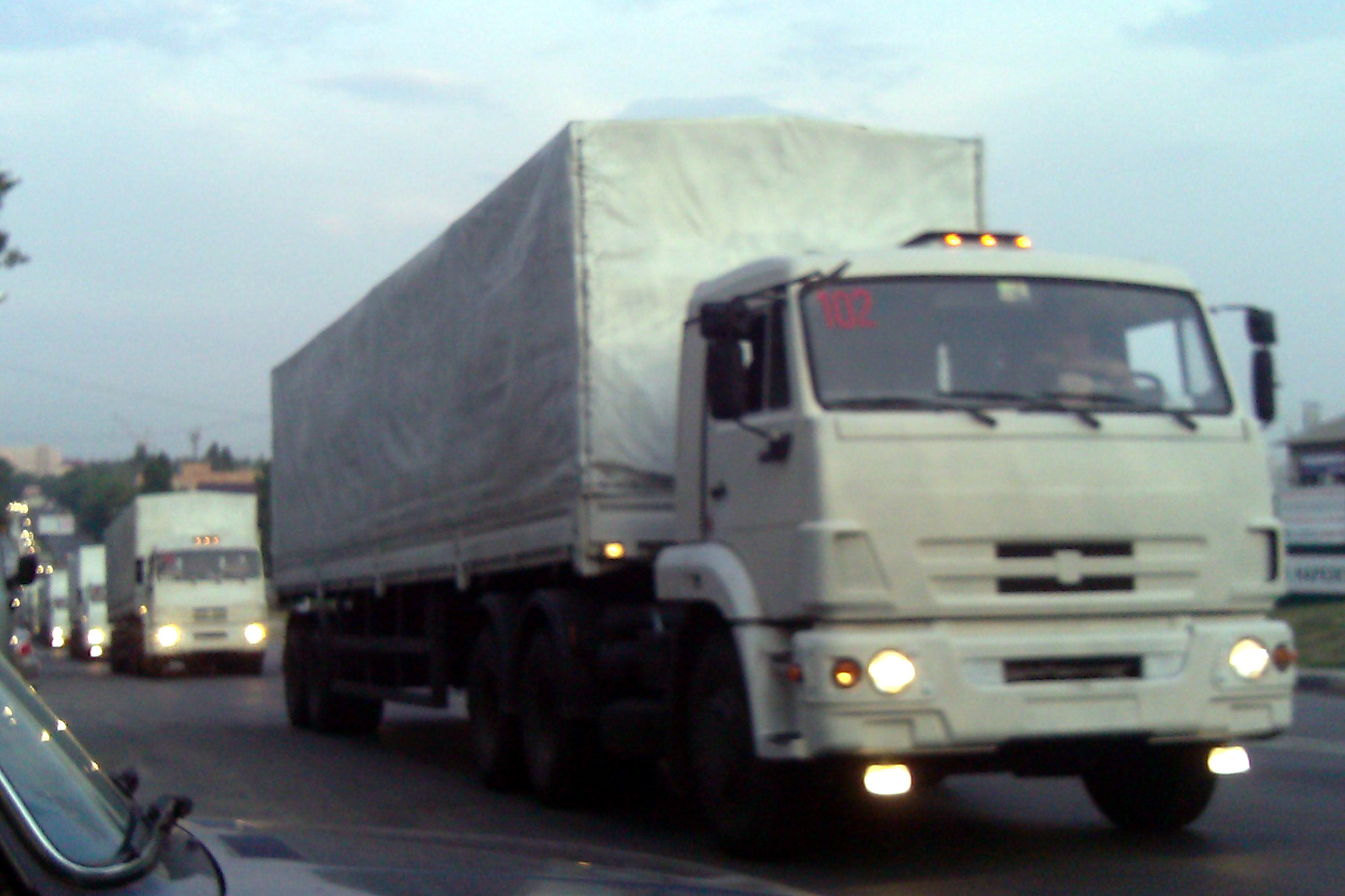
Первая автоколонна в Воронеже 12 августа 2014 года

5 августа по просьбе России было проведено экстренное заседание Совета Безопасности ООН по гуманитарной ситуации в Донбассе. Россия предложила направить в Украину «гуманитарную миссию», чтобы помочь облегчить страдания гражданского населения в регионе. Критики этого предложения высказали опасения, что Россия может использовать гуманитарную миссию в качестве прикрытия для вторжения в Украину или для поставки оружия сепаратистам, а постоянный представитель Великобритании при Организации Объединённых Наций сэр Марк Лайалл Грант заявил: «Глубоко иронично, что Россия созывает экстренное заседание Совета для обсуждения гуманитарного кризиса, в значительной степени созданного ею самой». 12 августа 2014 года первый гуманитарный конвой в составе 280 грузовых автомобилей (общий объём груза — 2000 тонн) вышел из Наро-Фоминска (Московская область) в сторону юго-западной границы России с продовольствием (400 тонн круп, 100 тонн сахара, 62,4 тонны детского питания, 340 тонн мясных консервов, 30 тонн соли, 60 тонн молочных консервов, 0,8 тонны чая), медикаментами (54 тонны медицинского имущества и лекарств), 679,5 тонн бутилированной питьевой воды и 12,3 тысячами спальных мешков, а также 69 комплектами электростанций различной мощности.
Украина требовала организовать на российско-украинской границе таможенную очистку груза и перегрузку её на украинские автомобили — в противном случае, украинские власти отказывались пропустить автоколонну.
13 августа 2014 конвой пытался прорваться на территорию Харьковской области в сопровождении военной техники. Эта попытка была заблокирована Украиной на дипломатическом уровне.
Утром 15 августа на российском пункте пропуска «Донецк» началась таможенная проверка и оформление гуманитарного груза украинскими пограничниками и таможенниками. 22 августа, после того как в течение недели украинская сторона завершила формальности в отношении лишь 34 машин, российской стороной было принято решение отправлять всю колонну. Примерно половина машин была направлена в Луганск, другая — в Донецк. Сотрудники Красного Креста отказались сопровождать колонны на территории, контролируемой ДНР и ЛНР, ссылаясь на отсутствие достаточных гарантий безопасности от сторон конфликта. Украинская погранично-таможенная группа, по её заявлению, была блокирована в российском пункте пропуска «Донецк» 23 августа конвой выехал с территории Украины, при этом, как сообщила СНБО, грузовики из гуманитарной колонны вывезли из Луганска оборудование патронного завода и оборудование для производства радиолокационных систем «Кольчуга». Иностранные журналисты обнаружили, что многие из показанных им грузовиков оказались наполовину или почти полностью пустыми. Часть их содержимого, возможно, была незаметно вывезена в пути, или же все учения были направлены на то, чтобы ослабить международный интерес, чтобы последующие конвои могли пройти практически незамеченными. Отправка автоколонны с гуманитарными грузами без официального согласования с Украиной и международными организациями стало предметом разбирательства в Совете безопасности ООН.
15 декабря 2014 года правительством России была образована специальная межведомственная комиссия по оказанию гуманитарной поддержки пострадавшим территориям юго-восточных районов Донецкой и Луганской областей Украины.
23 апреля 2015 года военнослужащие 28-й отдельной механизированной бригады ВСУ задержали гуманитарный конвой, следовавший из ЛНР в ДНР, в котором были обнаружены взрывчатка, оружие и военная амуниция. Кроме того, с помощью данного конвоя на территорию, подконтрольную украинским властям, попытались проникнуть боевики, задачей которых было проведение диверсионной деятельности.
По заявлениям МЧС России, за период с августа 2014 года по 11 июня 2015 года МЧС России было отправлено 29 автомобильных колонн, которыми было доставлено более 37 тыс. тонн гуманитарных грузов. По данным замглавы МЧС Владимира Степанова, при пересечении границы все заинтересованные структуры: таможенники, пограничники и представители ОБСЕ имели возможность проверить перевозимые грузы. Украинские пограничники и представители Красного креста заявляли, что не имеют возможности проверять содержимое фур с гуманитарным грузом. По словам председателя Государственной пограничной службы Украины Виктора Назаренко 25 мая 2015 года, не удалось зафиксировать факты провоза оружия и боеприпасов в гуманитарных конвоях. Вместе с тем в СНБО и штабе АТО отмечают, что сразу после получения содержания российских грузовиков неоднократно наблюдалась активизация войск сепаратистов и увеличение количества обстрелов АТО. CНБО и СМИ Украины обвиняли Россию в поставке оружия и боеприпасов сепаратистам под видом гуманитарной помощи. ОБСЕ также сообщала о том, что гуманитарная помощь, поступающая на Донбасс, отбирается у населения вооружёнными людьми.
2019: 87-й гумконвой МЧС России с гуманитарной помощью для жителей Донбасса.
Помощь России украинским военнослужащим
Летом 2014 года во время боевых действий между сепаратистами и украинскими силами в районе российско-украинской границы российская сторона неоднократно предоставляла гуманитарный коридор и оказывала бесплатную медицинскую помощь просившим убежища группам украинских военнослужащих, после чего они были возвращены на Украину
.

### Гуманитарная помощь со стороны Украины

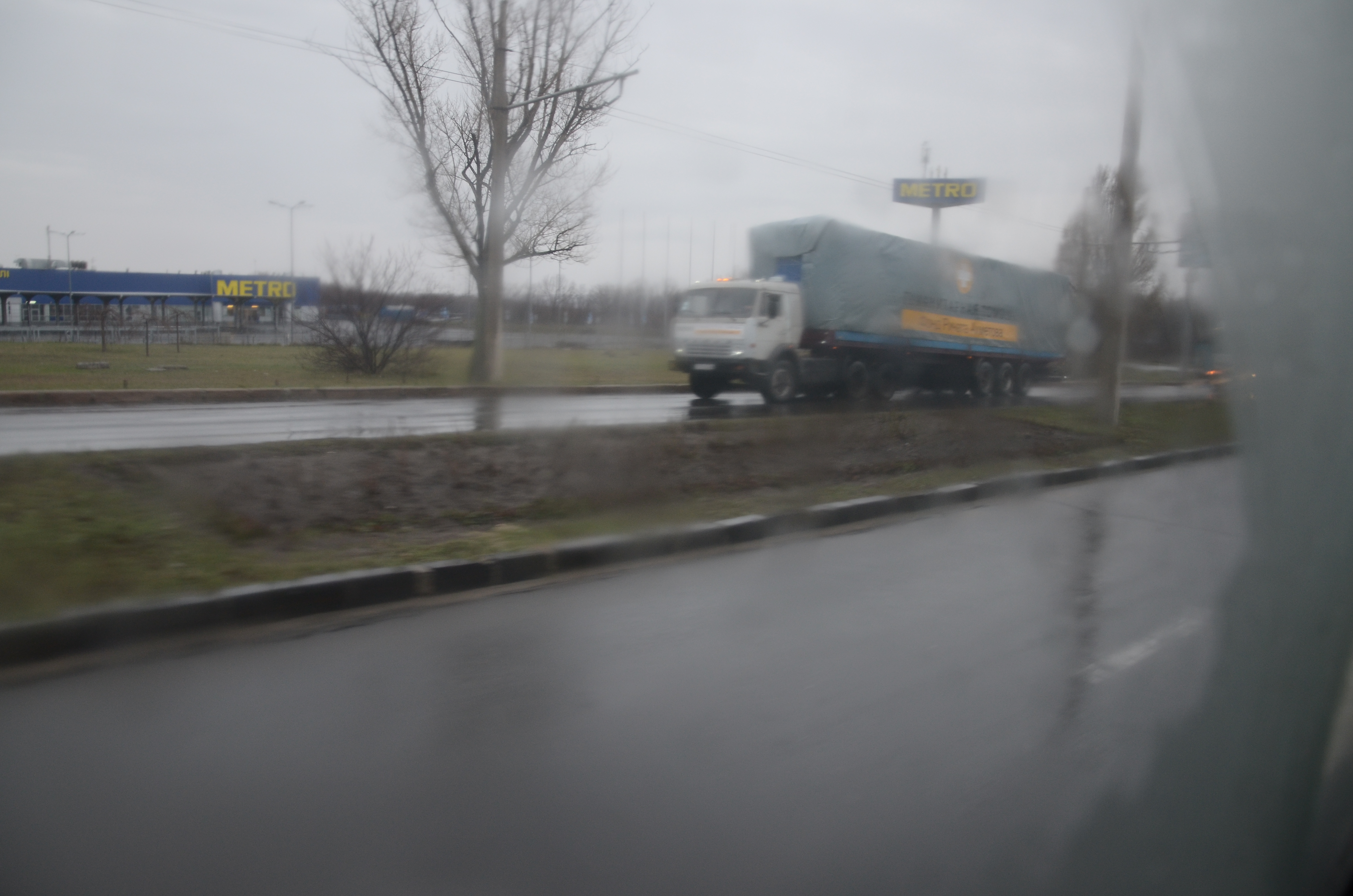
Гуманитарный конвой фонда Ахметова в Донецке в апреле 2015 года

Через несколько дней после того, как первая российская автоколонна с гуманитарным грузом направилась на Украину, украинские власти заявили, что также направят гуманитарную помощь на восток страны «в рамках международной гуманитарной миссии Красного Креста». Автоколонна в составе 71 грузовика с 773 тоннами груза была направлена в Старобельск (Луганская область). 17 августа Международный комитет Красного Креста сообщил, что совместно с украинским Красным Крестом была проведена раздача 100 тонн продуктов питания (в основном фруктов и овощей) в 10 городах востока Украины перемещённым лицам, содержащимся в центрах и больницах. В частности, речь шла о Старобельске, Лисичанске и Северодонецке (Луганская область). Руководство ДНР отказалось принять гуманитарную помощь от украинских властей. Инициатива Украины по предоставлению гуманитарной помощи была названа в Донецке «провокацией» и «пропагандистской акцией украинских фашистов». Верховный Совет ДНР заявил: 
Народ Донецкой Народной Республики, несмотря на всё разрастающуюся гуманитарную катастрофу, не примет так называемую гуманитарную помощь из рук фашистских карателей, пришедших к нам с территории Украины, даже если эта помощь цинично будет завуалирована под миссию Международной организации Красного Креста.
В Донецке гуманитарная помощь пенсионерам и детям до двух лет оказывалась фондом Рината Ахметова.
Позднее, 22 ноября 2014 года, после подписания первых Минских соглашений, заместитель руководителя «Центра управления восстановлением Донбасса» Игорь Билодид заявил, что в ДНР готовы принимать гуманитарную помощь от Украины, однако он не слышал, чтобы украинские власти изъявляли такое намерение.
11 июля 2015 г. Украина заявила, что в Донбассе участились случаи отравления местных жителей, в частности детей, некачественной гуманитарной помощью из России. Спикер Администрации Президента Украины, Андрей Лысенко, в рамках заботы о здоровье жителей Донбасса, потребовал от России прекратить поставки продовольственной гуманитарной помощи в Донбасс.

### Гуманитарная помощь со стороны Белоруссии
Первая гуманитарная помощь для жителей юго-востока Украины была собрана и направлена в декабре 2014 года Союзом афганцев Белоруссии, совместно с группой «СССР» и российскими единомышленниками. Груз доставлен в Новосветловку. Волонтёры доставили привезли еду для нуждающихся жителей и более 35 тысяч книг книг, которые пошли в библиотеки Донбасса.
26 апреля 2017 года Александр Лукашенко огласил намерения отправить теперь уже правительственную гуманитарную помощь. В июне груз был отправлен. Гуманитарная помощь состояла из стандартного продуктового и гигиенического комплекта из расчёта на четыре тысячи человек. В него входили подсолнечное масло, крупы и макаронные изделия, сахар, мясные консервы, дрожжи, мука, шампунь, мыло, зубная паста, моющие и другие гигиенические средства. Общий вес груза составил 58 тонн.
В июне 2018 по маршруту Минск — Киев — Северодонецк — Краматорск отправился новый конвой с гуманитарной помощью для жителей региона. Груз включал продукты питания, одеяла, палатки, передвижные дизельные электростанции и обувь, а также 150 комплектов парт и стульев для детей старшего школьного возраста, 75 шкафов для школьных принадлежностей и учебников и 44 холодильника «Атлант». Общим вес груза составлял 55 тонн, общей стоимостью около 80 тыс. долларов. В Киеве были выгружены продукты, а мебель и холодильники отправлены непосредственно в Восточную Украину.

### Гуманитарная помощь со стороны международных организаций
С 2014 года международным гуманитарным организациям становилось всё труднее поставлять помощь жителям Донбасса на неподконтрольной правительству территории. Все гуманитарные грузы должны быть аккредитованы местным правительством и пройти строгую проверку. Только Международный комитет красного креста может осуществлять гуманитарную деятельность в обеих республиках, что, вероятно, связано с наличием у России членства в МККК. Работа других гуманитарных организаций была разрешена некоторое время, но осложнялась действиями местных властей. Растущая изоляция Народных республик серьёзно ограничивает их доступ к гуманитарным товарам и услугам. Например, когда весной 2017 года были экспроприированы предприятия Рината Ахметова, благотворительная организация, которой он руководил, также была вынуждена покинуть Донецк. До тех пор она играла центральную роль в снабжении населения гуманитарной помощью.
С 2016 года международные доноры и гуманитарные организации заметно сократили свою деятельность в Украине. Это связано с тем, что внимание Западных доноров сместилось с Украины на Ближний Восток и Северную Африку. Кроме того, политический деспотизм и почти полное отсутствие прозрачности удерживают международных доноров от отправки гуманитарной помощи на территории, неподконтрольные правительству Украины.

## Нарушения прав человека

### Со стороны войск ДНР и ЛНР

#### Задержания, похищения, пытки и убийства гражданского населения
Отчёты представителей ООН
В отчёте Мониторинговой миссии ООН от 15 июня 2014 года говорится о том, что похищения, задержания, акты жестокого обращения, пытки и убийства вооружёнными группировками затрагивают всё большее количество людей, что приводит к распространению атмосферы постоянного страха в регионе. Сообщается о 222 случаях похищений и задержаний с 13 апреля, из которых четверо человек были убиты, 137 освобождены и 81 остаются задержанными. Поводом для задержания преимущественно становится «подозрение в шпионаже» или членстве в Правом Секторе.
В докладе Мониторинговой миссии ООН от 9 августа говорится, что на подконтрольных сепаратистам территориях царит «атмосфера страха и террора», есть факты похищений и пыток. По данным миссии ООН за время конфликта пророссийские сепаратисты похитили 924 человека. Итогом доклада является вывод о том, что права людей на Украине серьёзно пострадали и были резко ограничены вооружёнными группировками.
29 августа в Киеве был представлен доклад помощника Генерального секретаря ООН по правам человека Ивана Шимоновича, в котором были перечислены следующие примеры нарушений прав человека со стороны сепаратистов:
1. Похищения[107].
2. Физические и психологические пытки[107].
3. Жестокое обращение с гражданским населением, а также запугивание и угрозы[107].
4. Похищения людей для получения выкупа или использования похищенных в качестве рабочей силы для принудительного труда, а также для обмена на задержанных украинскими властями соратников[107].

Согласно определению данному в этом докладе — «в контролируемых ими районах, вооружённые группы создали атмосферу страха».
9 октября миссия Управления Верховного комиссара ООН по правам человека на Украине обнародовала доклад, в котором зафиксировала случаи применения пыток и издевательств над заключёнными со стороны бойцов самопровозглашённых ДНР и ЛНР, в частности были приведены примеры:
1. 26 августа бойцы самопровозглашённой ДНР сутки удерживали в плену украинскую активистку из города Ясиноватая. Во время прибывания в плену женщину избивали, угрожали изнасилованием и убийством, в дальнейшем заставили выйти на улицу, завёрнутую в украинский флаг с табличкой «она убивает наших детей». На улице девушка подверглась избиению палками и унижениям[109].
2. Другую женщину обвинили в том, что она работала корректировщиком для артиллерии украинской армии. Её жестоко избивали, стреляли около ушей, заставляли вытягивать руку в нацистском приветствии и кричать «зиг хайль», угрожали изнасилованием и приковали наручниками к батарее на несколько дней[109].
3. Несколько волонтёров были похищены во время доставки гуманитарной помощи. Двух из них удерживали в заключении 22 дней, при этом сообщается, что их избивали дубинками, прикладами и бейсбольными битами, об их носы тушили окурки, им ломали ногти. Двух других волонтёров задерживали больше месяца, им угрожали огнестрельным и холодным оружием, плохо кормили, отказывали в медпомощи. Ещё одного из волонтёров отвезли в лес и приказали рыть себе могилу, после отказа — избили и сломали нос[108].

Доклад Amnesty International
Украинское отделением международной правозащитной организации Amnesty International 11 июля 2014 года опубликовала данные о похищениях, избиениях и пытках, которым подвергаются участники протестов и журналисты на востоке Украины. В докладе, озаглавленном «Похищения и пытки на востоке Украины», собраны доказательства сотен случаев похищений людей. По словам Татьяны Мазур, директора украинского представительства организации «Большая часть похищений — на счету вооружённых сепаратистов. Их жертвы часто подвергаются жестоким избиениям и истязаниям». Там же отмечается, что правозащитники располагают доказательствами того, что людей похищают и сторонники украинских властей, однако таких случаев меньше.
2 июня 2017 был похищен журналист Станислав Асеев. Через полтора месяца, 16 июля 2017 власти ДНР сообщили, что блогер задержан по обвинению в «шпионаже». Репортёры без границ, Human Rights Watch, Amnesty International и Организация по безопасности и сотрудничеству в Европе потребовали от властей ДНР освобождения журналиста. Асеев был обменян в рамках обмена между Украиной и ДНР 29 декабря 2019 года.
Подтверждения со стороны руководства сепаратистов
17 сентября заместитель министра обороны самопровозглашённой Донецкой Народной Республики донецкий писатель Фёдор Березин в видеообращении заявил, что многие бойцы «и даже целые подразделения» сепаратистов «повели себя так, как будто они находятся на оккупированной вражеской территории». Заявил о множестве случаев «ненормального отношения с местным населением», подтвердил случаи грабежей, убийств, рэкета и прочих правонарушений, которые «плодятся как снежный ком».
30 октября 2014 года один из командующих «армией Новороссии» Алексей Мозговой опубликовал на своих страницах «ВКонтакте» и YouTube видеозапись первого «народного суда Новороссии». В ходе заседания мужчину, который обвинялся в изнасиловании несовершеннолетней, приговорили к высшей мере наказания — расстрелу (см. видео). 12 февраля 2016 года суд ДНР вынес первый смертный приговор обвиняемому в двойном убийстве.

#### Задержания, похищения, пытки и убийства иностранных представителей
25 апреля 2014 года в Славянске сепаратистами были задержаны военные наблюдатели ОБСЕ, впоследствии, при посредничестве России они были освобождены.
26 мая сепаратистами снова были задержаны четверо наблюдателей миссии ОБСЕ. По утверждению Вячеслава Пономарёва, у них было найдено «кое-какое оборудование», которое вызвало подозрение сепаратистов. 29 июня наблюдатели были освобождены.
22 августа Министр иностранных дел Литовской Республики Линас Линкявичюс заявил в своём микроблоге в Твиттере, что почётный консул Литвы в Луганске Николай Зеленец был похищен и жестоко убит сепаратистами, а МИД Литвы подозревает, что к этому могут быть причастны сепаратисты. В то же время посол Литвы на Украине Пятрас Вайтекунас не смог подтвердить, что убийство Зеленца связано с его деятельностью как почётного консула. Пресс-секретарь Кэтрин Эштон официально назвала данное убийство террористическим актом и возложила ответственность на незаконные вооружённые формирования в Луганске. 5 мая 2017 года зафиксирован факт сексуального домогательства вооружённого мужчины к женщине-представителю Специальной мониторинговой миссии ОБСЕ, 30 мая возле села Яковлевка — угрозы вооружённых людей в адрес наблюдателей ОБСЕ.

#### Использование гражданского населения в качестве живого щита
Отчёты представителей ООН
В опубликованном 29 августа 2014 года докладе помощника Генерального секретаря ООН по правам человека Ивана Шимоновича указывается, что сепаратисты используют гражданское населения в качестве живого щита на местах ожесточённых сражений путём его удерживания на контролируемых ими территориях.

#### Принудительная мобилизация гражданского населения
Отчёты представителей ООН
В опубликованном 29 августа докладе помощника Генерального секретаря ООН по правам человека Ивана Шимоновича указывается, что сепаратистами применяется насильственная мобилизация гражданского населения под угрозой смертной казни.

#### Противоправные действия по отношению к медработникам
Доклад Human Rights Watch
В августе 2014 года Human Rights Watch сообщила о имеющихся у неё задокументированных её сотрудниками случаях угроз в адрес медицинских работников, хищение и порча медицинского оборудования и обстановки в медицинских учреждениях, а также препятствование гражданским лицам в получении медицинской помощи со стороны вооружённых формирований Донецкой и Луганской народных республик. Помимо этого были отмечены случаи захвата сепаратистами машин скорой помощи и использования их для транспортировки активных участников боевых действий.

#### Противоправные действия по отношению к военнопленным
Заявления ООН
26 августа 2014 года представитель генсека ООН Стефан Дюжаррик заявил, что кадры с «парада военнопленных» проведённого в Донецке 24 августа 2014 года являются «шокирующими» и заявил о необходимости уважения человеческого достоинства.
Заявления ОБСЕ
25 августа 2014 года председатель ОБСЕ и президент Швейцарии Дидье Буркхальтер касательно «парада военнопленных» проведённого в Донецке 24 августа 2014 года заявил: «Вчера пленные [украинские военные] подверглись публичному унижению, что является нарушением норм международного права. Такое положение дел является недопустимым и должно быть немедленно прекращено».
Сообщения Международного комитета Красного Креста
В своём сообщении обнародованном 26 августа 2014 года в социальной сети Facebook Международный комитет Красного Креста (МККК) назвал недопустимым «парад пленных», который провели 24 августа в Донецке сепаратисты. В сообщении говорится: «Понятие „защита от любопытства толпы“ оговорено в международном гуманитарном праве. Оно распространяется на военнопленных, гражданское население в вооружённых конфликтах и на оккупированных территориях, а также на тела умерших или убитых. Запрещено оскорблять честь и достоинство людей, показывая их в унизительных или крайне неприятных для них ситуациях. Женевские конвенции в полной мере распространяются на международные вооружённые конфликты. Вместе с тем, и в ситуациях гражданской войны запрещается посягательство на человеческое достоинство, в частности, оскорбительное и унижающее обращение».
Заявления Amnesty International
24 августа 2014 года президент французского отделения международной правозащитной организации Amnesty International Женевьева Гарригос осудила публичное унижение пленных украинских военных в Донецке 24 августа, отметив, что, с точки зрения международного права, действия сепаратистов в отношении пленных военнослужащих нарушают 13-ю статью III Женевской конвенции и являются «военным преступлением».
Организация также выразила обеспокоенность обращением с украинскими военнопленными, которых 22 января 2015 года провели маршем около места обстрела транспортной остановки в Донецке на глазах у местного населения. По крайней мере один из пленных подвергся избиению, что было расценено Amnesty International как нарушение международного гуманитарного права.
Заявления Human Rights Watch
24 августа 2014 года заместитель директора международной правозащитной организации Human Rights Watch Рейчел Денбер на своей странице в Twitter написала, что «парад» пленных украинских солдат в Донецке является нарушением запрета на унизительное и оскорбительное обращение закреплённого в Женевской конвенции.
Удержание украинских военных и активистов в российских местах заключения
По заявлению издания «Украинская правда», в российских СИЗО по разным обвинениям удерживается свыше десятка украинских активистов и военных, которые были похищены на Украине. По состоянию на декабрь 2014 года по данным украинского Центра освобождения пленных, удерживается от 50 до 100 человек.
Самую большую огласку получило дело Надежды Савченко.
21 апреля 2016 года Парламентская ассамблея Совета Европы приняла резолюцию с призывом освободить удерживаемых в России по политическим мотивам украинцев, ввести санкции против лиц, причастных к похищению Надежды Савченко и заслушала доклад на тему «Озабоченность гуманитарного характера в отношении людей, которых удерживали во время войны в Украине».
19 июля 2016 года представитель Украины в подгруппе по гуманитарным вопросам Трёхсторонней контактной группы по урегулированию ситуации на востоке Украины Ирина Геращенко заявила о 10 украинцах, содержащихся в российских тюрьмах, ещё 109 человек находятся на территории подконтрольной ДНР или ЛНР.

#### Противоправные действия по отношению к социально незащищённым людям
Отчёты представителей ООН
В докладе Мониторинговой миссии ООН от 9 августа говорится о том, что пророссийские сепаратисты использовали некоторых социально незащищённых людей, например, инвалидов или ВИЧ-инфицированных, на принудительных работах, таких как строительство баррикад.
Привлечение несовершеннолетних к участию в вооружённых формированиях
Отмечены случаи привлечения вооружёнными силами ДНР/ЛНР несовершеннолетних к ведению боевых действий. На видеосервисах имеются видео (смотрите выше) соответствующего содержания. Для подготовки детей к войне создаются специальные лагеря.

#### Религиозные преследования
Православных христиан Киевского Патриархата
7 июля 2014 года глава Украинской православной церкви Киевского патриархата патриарх Филарет заявил, что священники и прихожане Киевского Патриархата испытывают давление со стороны сепаратистов в Луганской области, а служение в храмах области фактически не осуществляется. По его словам, луганскому епископу Афанасию сепаратисты угрожали расстрелом, а после — осуществили попытку убийства, проколов тормозной шланг автомобиля архиепископа.
Также 8 июля глава информационного управления Киевского патриархата архиепископ Евстратий сообщил, что в Донецке возле своего дома был похищен священник УПЦ Киевского патриархата протоиерей Юрий Иванов. По его данным, перед похищением к священнику приезжали сепаратисты и требовали, чтобы он от своего имени вызвал к себе домой под предлогом срочной необходимости архиепископа Донецкого УПЦ КП Сергея. В дальнейшем священника удалось освободить из плена.
Протестантов
8 июля 2014 года Совет Евангельских протестантских церквей Украины обнародовал заявление, в котором заявил о целенаправленных нападениях вооружённых сепаратистов ДНР и ЛНР на евангельских верующих, сопровождающихся похищением, избиением, пытками, угрозами расстрелом, погромами мест молитвенных собраний, захватами молитвенных домов, реабилитационных центров и других культовых и вспомогательных сооружений. Также в своём заявлении Совет заявил об убийстве сепаратистами ДНР пастора церкви «Возрождение» и главы церковного совета Мариуполя Сергея Скоробагача, которое произошло 14 июня в городе Мариуполь.
16 июля 2014 года старший епископ Всеукраинского союза церквей христиан веры евангельской Михаил Паночко сообщил, что 8 июня, после богослужения, сепаратисты Донецкой народной республики ворвались в помещение церкви «Преображение Господнее» в Славянске и заявили об аресте дьяконов Владимира Величко и Виктора Брадарского, а также двух взрослых сыновей старшего пастора — Рувима и Альберта Павенко. Сепаратисты инкриминировали им преступление против ДНР — поддержку украинской армии. После пыток, 9 июля, они были убиты и похоронены в братской могиле вместе с убитыми прихожанами своей церкви.
Пастор донецкой церкви «Слово жизни» Александр Хомченко рассказал украинскому изданию «Факты и комментарии» о пытках и преследованиях, которым он подвергался из-за своих молитв за Украину.

#### Расстрелы сепаратистами мародёров
27 мая после того, как «народный губернатор» Донбасса Павел Губарев объявил о введении в Донецкой области «военного положения» и военно-полевых судов для борьбы с мародёрством, лидер сепаратистов Славянска Игорь Стрелков отдал приказ расстрелять двоих сепаратистов обвинённых в грабеже и мародёрстве. Он сообщил, что приказ был исполнен, и заявил, что «командование ополчением не позволит превратить свой тыл в поле криминального беспредела».
После ухода сепаратистов из Славянска, в покинутом штабе журналистами были обнаружены приказы за подписью Стрелкова о расстрелах за мародёрство, основанные на Указе Президиума Верховного Совета СССР «О военном положении» от 22 июня 1941 года, а также явки с повинной. Это дало повод организации Human Rights Watch заявить о применении противниками украинских властей «трибуналов» и внесудебных казней.

#### Блокировка доставки гуманитарной помощи
Отчёты представителей ООН
В докладе Мониторинговой миссии ООН от 9 августа говорится о том, что пророссийские сепаратисты воспрепятствуют доставке гуманитарной помощи в Луганск со стороны Украины.

#### Случаи, освещавшиеся в международных СМИ
26 августа в городе Донецк бойцы батальона «Восток» привязали к «позорному столбу» в центре Донецка Ирину Довгань, завёрнутую в государственный флаг Украины, в руки ей дали табличку «Она убивает наших детей — агент карателей», также её обвиняли в работе наводчиком украинской артиллерии. Она подвергалась избиению и актам унижения со стороны прохожих, за чем активно наблюдал вооружённый сепаратист. Как сообщается на сайте города Донецка, ранее сепаратисты вошли в дом женщины в городе Ясиноватая где нашли украинские флажки и стикеры, а в её планшете обнаружили открытые украинские сайты, что сочли достаточным основанием для обвинения женщины в «шпионаже на Киев», и работе наводчиком украинской артиллерии. Освободили женщину благодаря журналистам Марку Франкетти и Дмитрию Белякову, сообщившим об инциденте командиру батальона Александру Ходоковскому, по его словам не знавшему о нём и пообещавшему наказать виновных
По сообщению авторов исследования «Женское лицо заложников Донбасса», в ДНР и ЛНР десятки женщин задержаны и брошены в СИЗО по ложным обвинениям. Их подвергают жестоким пыткам и содержат в нечеловеческих условиях.

#### Данные, опубликованные в украинских СМИ
17 апреля был похищен депутат Горловского горсовета Владимир Рыбак. 19 апреля в речке возле пгт Райгородок было обнаружено два тела со следами пыток. Следствие выяснило, что тела принадлежат ранее похищенному Владимиру Рыбаку, вторым убитым оказался студент КПИ Юрий Поправко. Причиной смерти обоих погибших стали травмы тела от пыток и дальнейшее утопление. По сообщению украинских СМИ, к убийству этих людей могут быть причастны представители группировки, которая ранее захватила здания СБУ в городе Славянске.
Согласно телепередаче ТСН канала 1+1 9 мая 2014 года возле Антрацита сепаратистами были расстреляны два автомобиля, якобы не остановившиеся на их блок-посту. Находящиеся в машинах супруги погибли на месте, их 10-летняя девочка была доставлена в реанимацию.
Согласно Bigmir)net с ссылкой на областное управление МВД 17 мая в Луганске сепаратисты расстреляли машину, убили водителя и ранили пешеходов.
По сообщению пресс-службы футбольного клуба «Авангард» (Краматорск), в октябре был найден убитым похищенный 23 июля на донецком вокзале вратарь молодёжной команды клуба Степан Чубенко.
Также сообщалось о похищениях и содержании в сексуальном рабстве девушек и женщин на территориях контролируемых ДНР.
По сообщению жителя г. Донецка Константина Гриценко, в одной из донецких больниц боевики ДНР после смерти своего соратника во время операции застрелили врача-анестезиолога.
По сообщению издания «Факты и комментарии», сепаратистами ДНР в Донецке был задержан темнокожий житель города. После обвинения в «шпионаже в пользу НАТО» дончанин содержался в плену, после чего был искалечен и брошен в лесу.
21 марта 2016 года главный военный прокурор Украины Анатолий Матиос сообщил, что на подконтрольных ДНР/ЛНР территориях было создано 62 лагеря заключённых, в которых незаконно удерживалось более 3 тыс. пленников. Информацию о сети трудовых лагерей в Донбассе, в которых принудительному безвозмездному труду подвергаются тысячи заключённых, была подтверждена немецкими изданиями. Доходы от рабского труда заключённых идут на финансирование ДНР и ЛНР.
В марте 2018 года были зафиксированы случаи применения против украинских пограничников ослепляющего лазерного оружия, что с декабря 2017 года классифицируется как военное преступление.

#### Пандемия коронавируса
Во время пандемии COVID-19 Службой безопасности Украины были заявлено о массовых случаях сокрытия и искажения властями самопровозглашённой ЛНР информации о распространении вируса COVID-19, что было квалифицировано прокуратурой Донецкой и Луганской областей как нарушение законов и обычаев ведения войны (ст. 438 ч.1 УК Украины). По информации СБУ, на начало апреля 2020 года в Луганске и Кадиевке умерло 13 человек с признаками заболевания COVID-19.

### Со стороны украинских войск

#### Задержания, похищения, пытки и убийства гражданского населения
Действия украинских войск, в том числе подразделений «Азов», «Айдар», «Днепр-1» и т. д. неоднократно критиковались из-за применения пыток, избиений и издевательств, похищений гражданских лиц, незаконного удержания мирных жителей под стражей и т. п.
Отчёты представителей ООН
По данным Ивана Шимоновича, после занятия украинскими войсками территорий поступают сообщения о нарушениях, совершаемых членами батальонов под командованием украинского правительства, в частности о похищениях, произвольных задержаниях, исчезновениях и пытках.
В 6 отчёте ООН о ситуации на Украине сообщается о более, чем 1000 людей (по данным СБУ), задержанных по подозрению в том, что они «сепаратисты или диверсанты». Освобождённые после 12 сентября сообщали о жестоком обращении, избиениях, плохом питании и отсутствии медицинской помощи. Также отмечается, что такие добровольческие батальоны как «Айдар», «Днепр-1», «Киев-1», «Киев-2» совершали силовые произвольные задержания и плохо обращались с задержанными.
В том числе сообщается о исчезновении мужчины, задержанного на блокпосту, чья судьба до сих пор неизвестна (тогда как руководство батальона утверждает, что его освободили через несколько дней). Зафиксирован случай задержания и жестоко обращения с мужчиной только по причине наличия в его мобильном контактов из Донецкой области, убийство водителя, проезжавшего мимо военной колоны украинской армии, вымогательство больших сумм денег на блокпостах, похищения родственников предполагаемых сепаратистов и требования за них выкупа.
13 сентября житель Донецка был задержан на блокпосту Нацгвардии по причине найденной георгиевской ленточки и удостоверения члена компартии. Сообщается, что 3-4 дня его держали в яме, потом переправили на базу занятую батальонами «Днепр», «Донбасс» и «Правый сектор» в Днепропетровске. Его держали вместе с 19 людьми, включая 3 женщин. На задержанных мочились, заставляли раздеваться, обливали им ноги кипящей водой, кидали в них брёвна. Руки задержанного были изрезаны ножом. По словам задержанного пытки прекратил вышестоящий военный, когда обнаружил действия своих подчинённых. В результате визита главы «Правого сектора» задержанному была оказана медпомощь, а издевавшимся пригрозили отправлением на фронт.
В мае 2016 года появился отчёт управления комиссара ООН по правам человека, в котором описывается гуманитарная ситуация на Украине. Особое внимание уделено систематическим и массовым применениям пыток со стороны Службы безопасности Украины. Помимо этого, в отчёте отмечается использование украинскими спецслужбами секретных мест заключения (см. секретные тюрьмы СБУ), в которых заключённые подвергаются издевательствам и унижениям. Ввиду отказа СБУ предоставить представителям ООН доступ к местам содержания заключённых делегация подкомитета ООН по предупреждению пыток 25 мая 2016 года приостановила свою работу на территории Украины.
30 апреля 2017 года на польско-украинской границе был задержан 25-летний гражданин Австрии, воевавший на стороне Украины, подозреваемый австрийской прокуратурой в убийствах пленных и мирных жителей.
Отчёты Amnesty International
По данным украинского филиала Amnesty International, она располагает сведениями о похищениях и пытках, совершаемых украинскими военнослужащими. При этом масштабы нарушений с их стороны были меньше, чем масштабы нарушений со стороны сепаратистов
7 сентября Amnesty International опубликовала доклад, в котором в указала, что бойцы батальона «Айдар» причастны к похищениям людей, неправомерным арестам, жестоком обращении, кражах, шантаже и, возможно, казням задержанных. Организация отметила, что некоторые преступления могут быть расценены как военные, и командование этого подразделения может понести ответственность по украинским или международным законам. В ходе расследования, по итогом которого был сделан доклад, были опрошены как пострадавшие, так и свидетели, а также представители местных властей, армии и милиции и добровольцы из самого подразделения.

#### Обстрелы населённых пунктов
Доклады представителей ООН
В интервью, опубликованном Русской службой BBC 4 сентября, помощник Генерального секретаря ООН по правам человека Иван Шимонович заявил, что, хотя сепаратисты использовали мирных жителей в качестве живого щита, можно сделать предположение, что Вооруженные Силы Украины также участвовали в нанесении ударов без выбора определённых целей.
Доклады Human Rights Watch
В июне 2014 года правозащитная организация Human Rights Watch (HRW) заявила, что имеются «заслуживающие доверия сообщения о применении украинскими силами миномётов и другого оружия в населённых районах и поблизости от них». Сотрудники HRW изучили один из таких случаев: 21 мая в результате миномётного выстрела получил значительные разрушения жилой дом в посёлке Семёновка на окраине Славянска. Комментируя этот случай, HRW отметила: «По расположению и форме воронки перед домом можно предполагать, что выстрел был сделан с холма Карачун, где располагается украинская воинская база.» О том, что обстрел вёлся украинскими военными, также сказала жительница дома и другие жители посёлка. При этом было отмечено, что один в нескольких сотнях метров от дома находился блокпост сепаратистов, и сепаратисты, действуя в населенных районах и устанавливая там блокпосты, подвергли местных жителей опасности. 1 июля организация HRW выпустила отчёт «Восточная Украина: вопросы и ответы о законах войны», в котором описала «случаи использования правительственными войсками в нарушение Женевской конвенции миномётов, военной авиации, а также тяжёлого вооружения — артиллерии с широким поражающим эффектом».
24 июля Human Rights Watch (HRW) заявила о возможном применении украинскими военными либо сепаратистами реактивных установок «Град» для обстрелов населённых пунктов на востоке Украины, в результате которых гибнет мирное население. Данные действия могут квалифицироваться как военные преступления. Правозащитники признали факт как минимум четырёх обстрелов населённых пунктов неуправляемыми снарядами в период с 12 по 21 июля, в результате чего погибло минимум 16 гражданских лиц.
20 октября HRW заявили о применениях украинской армией кассетного оружия, в частности ракет «Ураган» при обстреле центра Донецка в начале октября и призвали украинских властей запретить его использование. Во время одной из атак погиб швейцарец-работник Красного Креста Лоран Дю Паскьер. Также сообщалось о рядя обстрелов с использованием кассетных боеприпасов, ответственность за которые не удалось установить. Наблюдатели ОБСЕ, со своей стороны, не обнаружили фактов применения сторонами кассетных вооружений; в Красном Кресте также не подтвердили, что Дю Паскьер погиб в результате применения кассетных боеприпасов.

#### Гибель и аресты журналистов
24 мая под Славянском в результате миномётного обстрела погибли итальянский фоторепортёр Андреа Роккелли и его переводчик, гражданин России Андрей Миронов. По словам находившегося с ними раненого французского журналиста обстрел вёлся со стороны украинских военных. Позднее главой правозащитного центра «Мемориал» Александром Черкасовым в интервью радио «Свобода» озвучена информация, согласно которой машина журналистов действительно скорее всего была обстреляна из миномёта украинскими силами, однако это было сделано непреднамеренно и вызвано тем, что журналисты были приняты за сепаратистов, так как машина используемая журналистами была гражданской, и местные сепаратисты также используют гражданские автомобили и форму одежды.
23 августа международная правозащитная организация Human Rights Watch в своём обращении к федеральному канцлеру Германии Ангеле Меркель призвала её «решительно и однозначно осудить череду арестов российских журналистов на Украине», а также призвать украинское правительство «прояснить, где находится фотокорреспондент „России сегодня“ Андрей Стенин, который пропал на востоке Украине 5 августа»/. 3 сентября 2014 года его смерть была подтверждена агентством «Россия Сегодня», которое обвинило в смерти Стенина 79-ю аэромобильную бригаду ВСУ. В свою очередь советник министра внутренних дел Зорян Шкиряк заявил, что Стенин мог быть убит спецслужбами Кремля.
По сообщению отчёта ООН 25 августа «Айдар» задержал женщину-редактора Луганской газеты за "поддержку террористов, разжигание войны и действия в интересах «Партии регионов». Её местонахождение не известно на 16 сентября (дата отчёта). В тот же день 2 журналиста крымского издания пропали около Донецка после снятия их с автобуса представителями «Правого сектора»

#### Религиозные преследования православных Московского Патриархата
По сообщению пресс-службы Горловской и Славянской епархии, 29 июня, во время воскресной Литургии, украинскими войсками был обстрелян Александро-Невский кафедральный собор Славянска, в котором на тот момент находились до 1000 людей, включая ожидавших выдачи гуманитарной помощи. На территории храма никто не пострадал, но разбилось несколько витражей (одновременно от того же обстрела погибли люди в городе). В другие дни другим храмам епархии были нанесены более серьёзные повреждения, а также погибли люди.
Митрополит Черновицкий и Буковинский Онуфрий заявил о нападках на священников УПЦ МП со стороны представителей украинских добровольческих подразделений, в частности батальонов «Днепр» и «Донбасс» (угрозы, оскорбления, незаконный обыск). Протоиерей Евгений Подгорный (находясь в священническом облачении) был подвергнут оскорблениям, избит и затем ограблен на украинском блокпосту. Пресс-секретарь Донецкой епархии подтвердил эти факты. Причём сам священник утверждает, что ранее в рамках своих посещений вверенных ему приходов он ежедневно пересекал этот блокпост, и отношение военных при этом было весьма дружелюбным.

#### Противоправные действия Олега Ляшко и его сторонников
Российское отделение международной правозащитной организации Amnesty International заявило о том, что по его мнению действия депутата Верховной рады Украины Олега Ляшко и его вооружённых сторонников, включающие похищения и жестокое обращение с людьми, являются вопиющим нарушением международно-правовых норм, в которых чётко указано, что только уполномоченные власти могут проводить аресты и задерживать людей. Также организация фиксировала уязвимость обычных людей со стороны коррумпированных чиновников, а также то, что украинские власти не расследуют должным образом нарушения прав человека и не привлекают нарушителей к ответственности. По мнению организации, при учёте чрезвычайных обстоятельств, с которыми столкнулась Украина, то, что виновные продолжают пользоваться безнаказанностью ещё больше подрывает принцип верховенства закона.
23 августа международная правозащитная организация Human Rights Watch в своём обращении к федеральному канцлеру Германии Ангеле Меркель попросила осудить "экстремистские выходки парламентария Олега Ляшко, который неоднократно похищал и пытал людей, обвиняя их в пособничестве сепаратистам.

#### Заявления украинских бойцов и властей
По словам командира батальона «Донбасс» Семёна Семенченко, за 2 месяца из его состава были изгнаны 140 добровольцев за мародёрство, невыполнение приказов или излишнюю жестокость к пленным.
17 октября 2014 года министр внутренних дел Украины Арсен Аваков заявил о том, что по его приказу был расформирован батальон особого назначения «Шахтёрск» из-за «неоднократных случаев мародёрства в Волновахе и в других ситуациях». Министр отметил, что из 700 бойцов батальона мародёрством занимались 50 человек. Предполагают, что это произошло в сентябре. В июне 2015 года восемь участников сформированной на основе бывшего «Шахтёрска» роты «Торнадо», в том числе командир роты, были арестованы за пытки и изнасилования задержанных.
По сообщению главы администрации Луганской области Геннадия Москаля, 13 ноября военные заблокировали работу крупнейшего хлебопроизводителя Станично-Луганского района ООО «УкрВереск», на 70 % обеспечивающего потребности района.
В ноябре 12-й БТО принял решение не пропускать грузовики с продуктами и пассажирские автобусы, направляющиеся в Луганск, мотивируя это усложнением поставок сепаратистам продуктов и боеприпасов. Также по сообщению Геннадия Москаля был случай перекрытия водопровода идущего в Луганск.
17 ноября на сайте Москаля появилось сообщение о том, что количество похищений людей увеличивается. Пострадавших задерживали неизвестные вооружённые люди в общественных местах. В 7 случаях похищенные удерживались в военной части В0624 (батальоном «Айдар»). После вмешательства губернатора Москаля эти задержанные были освобождены и отпущены по домам.
21 ноября генеральный прокурор Украины Виталий Ярема заявил, что военная прокуратура возбудила более трёх тысяч уголовных разбирательств против бойцов в зоне АТО за невыполнение приказов, кражи, разбойные нападения и убийства.
13 декабря руководство полка специального назначения «Днепр-1» решило не пропускать машины с гуманитарным грузом на территорию ДНР пока «сепаратисты не освободят всех пленных». По мнению заместителя командира полка гуманитарный груз, поставляемый Ахметовым с 20 фурами продуктов, термобелья и тёплых вещей является «финансированием террористов». На следующий день об аналогичных действиях по блокированию гуманитарной помощи сообщил руководитель батальона «Донбасс» Семён Семенченко.
15 июня двое военнослужащих проникли в дом, где жили 77-летняя женщина и её 45-летняя дочь, которых они подозревали в сепаратизме, и застрелили их из автомата; впоследствии они были задержаны.

#### Данные, опубликованные в российских СМИ
По заявлениям российских СМИ, в ходе военной операции украинская армейская авиация неоднократно использовала вертолёты с символикой ООН. Впервые инцидент произошёл в небе над Славянском 13 апреля, затем повторно — при бомбёжке аэропорта в Донецке 26 мая. В ООН сообщили, что не могут установить, действительно ли Киев использовал вертолёты с такой символикой.
По данным российских СМИ, начиная со 2 мая, Славянск и Краматорск систематически и ежедневно попадали под артиллерийский огонь, который велся преимущественно по жилым массивам, в результате чего возросло число пострадавших среди мирных жителей.
28 мая 2014 года луганские сепаратисты заявили об использовании разрывных пуль со стороны национальной гвардии Украины.
17 июнясъёмочная группа ВГТРК попала под миномётный обстрел правительственных войск вблизи посёлка Мирный под Луганском. Видеоинженер Антон Волошин погиб на месте, а корреспондент Игорь Корнелюк получил тяжёлое ранение и позже скончался в больнице. По словам очевидца, при обстреле под Луганском мина разорвалась рядом с группой журналистов, один из которых держал микрофон с логотипом телеканала «Россия»[значимость факта?].
13 августа 2014 года начальник милиции Луганской области заявил наблюдателям ОБСЕ в Северодонецке, что украинский добровольческий батальон незаконно арестовывают сепаратистов в городе Счастье, а также уподобил его незаконным вооружённым формированиям.
18 июня пропал мариупольский журналист Сергей Долгов. По словам сопредседателя «Народного фронта Новороссии» Константина Долгова его похитили военнослужащие украинского батальона «Днепр-1», которые подвергли его пыткам, в результате очередного «допроса с пристрастием» он погиб. МВД Украины не подтвердило факт смерти журналиста.

#### Данные, опубликованные в украинских СМИ
По информации издания «Зеркало недели» в населённом пункте Станица Луганская, находящемся под контролем украинских военных, в начале 2015 года была проведена так называемая «зачистка сепаратистов», которая фактически превратилась в мародёрство и погромы. Задокументировано несколько десятков случаев по заявлениям, но большинство пострадавших отказали описывать нападения письменно, опасаясь за свою безопасность.

## Уголовные преследования со стороны властей ДНР и ЛНР
18 февраля 2015 года Генеральная прокуратура Донецкой Народной Республики возбудила уголовное дело против Петра Порошенко, Арсения Яценюка и Александра Турчинова «по факту планирования, подготовки, развязывания и ведения агрессивной войны государственными должностными лицами Украины».
25 марта 2020 года прокуратура ДНР открыла новое уголовное дело против Порошенко. По версии следствия, он утвердил приведенный в исполнение украинскими спецслужбами план убийства командира подразделения «Спарта» Арсена Павлова.
24 октября 2016 года Генеральной прокуратурой ДНР возбуждено уголовное дело в отношении командира 10-й отдельной горно-штурмовой бригады украинской армии Василия Зубанича и командира 46-го отдельного батальона специального назначения ВСУ «Донбасс-Украина» Вячеслава Власенко. Их обвиняют в обстреле Донецка в июле того же года, в результате чего были ранены мирные жители и разрушены жилые дома.
9 июня 2022 года Верховный суд ДНР приговорил к смертной казни подданных Великобритании Эйдена Аслина и Шона Пиннера, а также подданного Марокко Саадуна Брагима, воевавших на стороне Вооруженных сил Украины. Им вменили в вину «наёмничество и насильственный захват власти группой лиц». Пресс-секретарь Управления Верховного комиссара ООН по правам человека Равина Шамдасани осудила данный суд над украинскими военнопленными, назвав его «военным преступлением».
1 июля подданные Великобритании Эндрю Хилл и Дилан Хили были обвинены властями ДНР в наёмничестве. Эти обвинения не были независимо подтверждены, а Дилан Хили, по заявлениям гуманитарной организации Presidium Network, был независимым гуманитарным волонтером и не участвовал ни в каких военных действиях. Форин-офис Великобритании осудил эксплуатацию военнопленных и гражданских с политическими целями.

## Уголовные преследования в России
30 мая 2014 года главное следственное управление СК РФ открыло производство в отношении неустановленных военнослужащих Вооружённых сил Украины, сотрудников Национальной гвардии Украины и членов «Правого сектора» по признакам применения запрещённых средств и методов ведения войны во время силовой операции на востоке своей страны. Дело возбуждено по фактам обстрелов городов Славянск, Краматорск, Донецк, Мариуполь и других населённых пунктов Донецкой и Луганской народных республик.
1 октября 2014 количество потерпевших по уголовному делу достигло 12 тысяч человек, по словам представителя СК Владимира Маркина было допрошено более 60 тысяч свидетелей. С учётом того, что о первом деле было объявлено 30 мая, процессуальные действия продолжались 124 дня и российские следователи проводили в среднем 484 допроса в день.
25 июля 2022 глава Следственного комитета России Александр Бастрыкин заявил о предъявлении обвинений в преступлениях против человечности 92 украинским военным. Сообщается, что ещё 96 человек объявлены в розыск. Россия предложила создать международный трибунал для рассмотрения дела.

## Уголовные преследования в Украине
В 2016 году украинская генпрокуратура завела уголовные дела в отношении 18 российских чиновников, включая министра обороны РФ Сергея Шойгу. Досудебным расследованием было установлено, что каждый из подозреваемых участвовал в выполнении откровенно преступного плана относительно изменения границ территории Украины путем предоставления приказов Вооруженным силам РФ и контролируемым представителям в самопровозглашенной республике Крым и ЛНР/ДНР.

## Оценки экспертов
Миссия США при ОБСЕ в 2021 году обвинила Россию в развязывании конфликта в Донбассе, который унёс более 13000 жизней и сделал 1,4 миллиона человек беженцами. Именно Россия тренировала, вооружала и возглавляла вооружённые группировки в Донбассе. Россия также блокирует передвижение гражданского населения через линию соприкосновения, что способствует гуманитарному кризису. Вместо того, чтобы последовательно выполнять Минские соглашения, Россия ложно утверждает, что она не воюющая сторона, а скорее беспристрастный посредник в конфликте.
В своей докторской диссертации аналитик Якоб Хаутэр пришёл к выводу, что действия России сыграли ключевую роль в разжигании войны в Донбассе. Если отбросить российское вмешательство, то осталась бы только кучка сепаратистов, захвативших административные здания в Донецке и Луганске и короткий период противостояния в Мариуполе. Украинское правительство могло бы прийти к соглашению с сепаратистами и местными властями и не начинать АТО. Даже в худшем случае, если бы военное столкновение всё же началось, оно бы не достигло наблюдаемого уровня насилия. Практически наверняка такое восстание было бы подавлено к началу лета и привело бы лишь к малой части жертв, к которым привела война в Донбассе. Большая часть насилия в Донбассе была невозможна без вмешательства россиян, связанных с российскими спецслужбами и олигархами: Игоря Гиркина, Игоря Безлера, Дмитрия Уткина и т. д.
Международная кризисная группа заявила, что гуманитарный кризис, с которым сталкиваются украинцы в Донбассе, был усугублён вмешательством России, а также политикой украинского правительства. Хотя большая часть ответственности за конфликт лежит на Кремле, Киев, тем не менее, должен стремиться обратить вспять отчуждение граждан, пострадавших от конфликта, от их собственного правительства, ему нужна стратегия для удовлетворения их потребностей.
Украина сталкивается с непреодолимыми трудностями в борьбе за свою безопасность и территориальную целостность. Она не выбирала эту борьбу, и её не следует винить в том, что она не была готова бороться с юридическими, гуманитарными последствиями конфликта и последствиями в области общественных отношений: любой из этих вызовов стал бы испытанием для более экономически и политически развитых государств. Тем не менее, правительству Украины необходимо сделать паузу и спросить, как отчуждение миллионов граждан повлияет на шансы страны на мирную реинтеграцию — или на заявленную руководством цель построения инклюзивной, основанной на правах политической системы, которая отличает Украину от соседа, тени которого она пытается избежать
.

Американский эксперт [в чём?] Джеймс Карден в журнале The National Interest пишет, что 
В то время как американские СМИ игнорируют доклады ОБСЕ о ситуации на востоке Украины, «автомат» госдепартамента США Мари Харф принижает их значение, пытаясь таким образом освободить Киев от какой-либо ответственности за гуманитарный кризис… А с другой стороны, возможно, ей удобнее не замечать происходящего, чем признать то, что госдепартамент и разведслужбы США прекрасно знают: плохо обученные крайне правые военизированные формирования играют ключевую роль в военной операции Киева на востоке страны
 Карден обращает внимание на то, что на американских «телеканалах вряд ли кто-то сможет увидеть репортажи о растущем числе погибших в Донбассе», а также отмечает, что «коллективное решение наших СМИ не замечать продолжающийся там гуманитарный кризис выглядит всё более вопиюще».

## Комментарии
1. ↑  Сюда относятся жертвы, вызванные артиллерийскими обстрелами и огнём из лёгких вооружений и стрелкового оружия; жертвы в результате инцидентов, связанных с минами и обращением со взрывоопасными остатками войны; жертвы атак БПЛА и дорожно-транспортных происшествий.